# Мечеть Хайдар-паші
Мечеть Хайдар-паші є історичною мечеттю в північній частині Нікосії, що контролюється Турецькою Республікою Північного Кіпру. Це найважливіша готична будівля після собору Святої Софії, старого франкського (латинського) собору в Нікосії.

## Історія
Мечеть Хайдар-паші спочатку являла собою католицький храм в готичному архітектурному стилі (церква Святої Катерини) Він був споруджений при правлінні на острові династії Лузіньянів в XIV столітті за образом Нікосійського  Собору Святої Софії. 
Після захоплення острова турками-османами церква була перетворена на мечеть, до неї був прибудований мінарет в 1571 році. Вона отримала нову назву на честь одного з турецьких воєначальників Хайдара-паші.

## Архітектура
Вхідні двері виконані в готичному стилі з арочним карнизом. Праворуч розташований другий за величиною мінарет старого міста після собору Святої Софії. У західних воріт мармурова перемичка з трояндою між двома драконами, повторюваними тричі. Інші двері, які була побудовані знаходяться на південній стороні. З лівого боку мечеті знаходиться напівзруйнована будівля з кількома готичними арками, які якимось чином залишені мечеті. Праворуч - двері з рамою і прикрасами. Три готичних вікна, два з яких розділені тонкими колонами, заповнюють проміжок між контрфорсами зі вставками. Зліва від мечеті знаходяться аналогічні контрфорси і своєрідна квадратна башта.

## Галерея

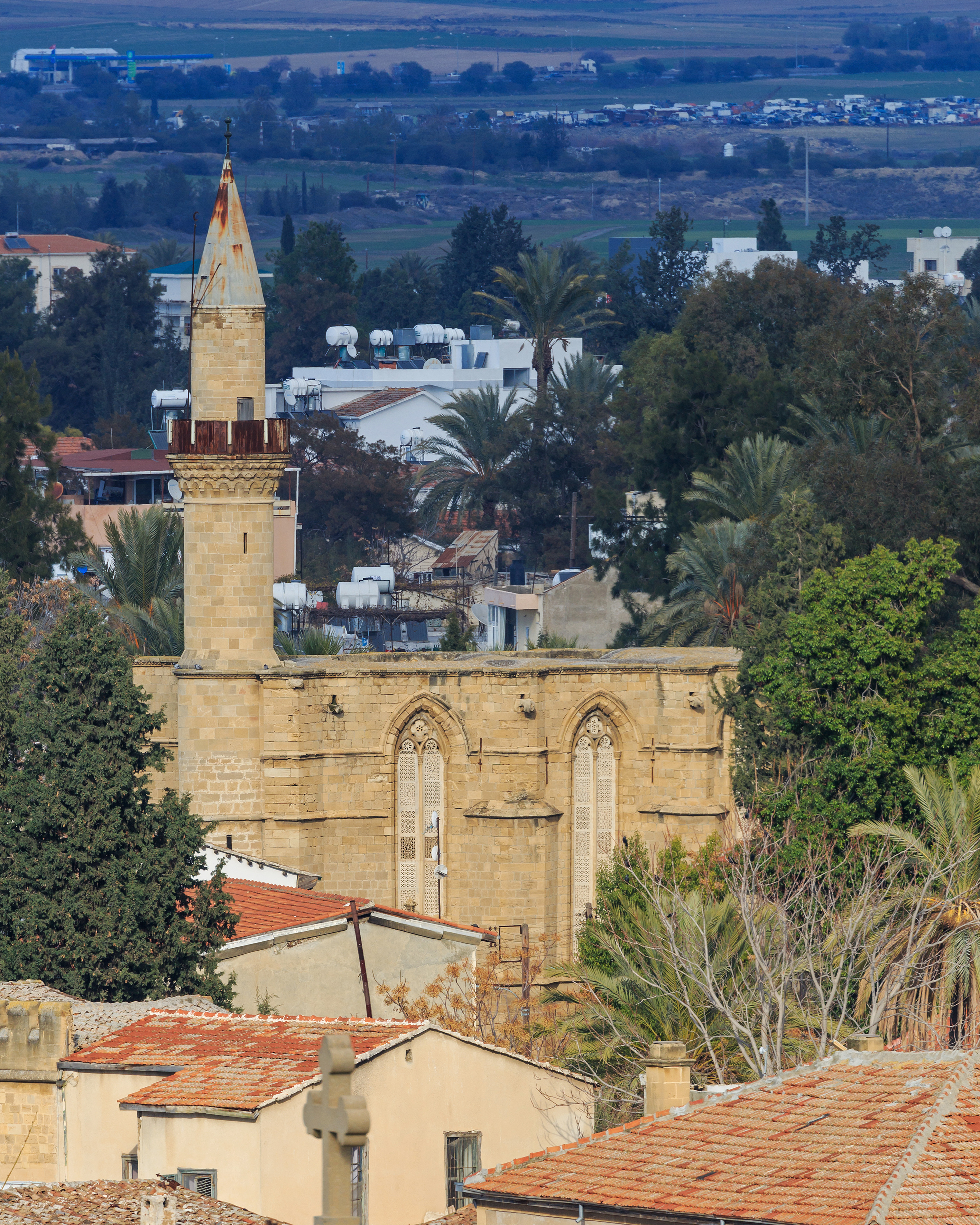

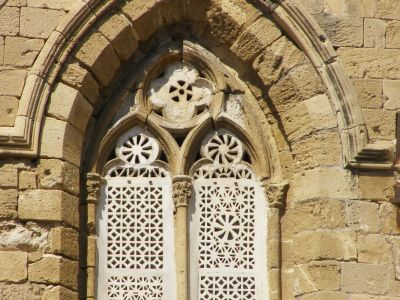